# Fort São Sebastião
Pour un article plus général, voir Forts de la côte ghanéenne.
Fort São Sebastião (en portugais : Forte São Sebastião de Xama) est un ancien comptoir fortifié situé à Shama, au Ghana. Troisième plus ancienne fortification coloniale  de la Côte de l'Or, il fut un important lieu de la traite négrière, et fait partie depuis 1979 des forts de la côte ghanéenne inscrits sur la liste du patrimoine mondial de l'Unesco. 

## Histoire

### Comptoir portugais (1520-1638)
À l'embouchure de la rivière Pra, le fort est construit par les Portugais au milieu du XVIe siècle en tant que poste de traite pour s'approvisionner en or, et pour dissuader les marins anglais d'interférer dans le commerce de Shama. Troisième plus ancienne fortification coloniale de la Côte de l'Or, il est considéré comme une réplique en plus petit du Fort Saint-Georges d'Elmina. Occupé par un très nombre de personnes, il est finalement abandonné par les Portugais en 1637.

### Fort néerlandais (1638-1872)
Le fort est en ruines quand il est capturé par les Néerlandais. Il est alors reconstruit par la Compagnie néerlandaise des Indes occidentales entre 1640 et 1643. Même si la compagnie présente officiellement le fort comme un simple site d'approvisionnement en eau et bois de chauffage, il s'avère qu'il servait pour le commerce de l'or et des esclaves.
En 1665, il est capturé et temporairement occupé par les Anglais, lors de la Deuxième guerre anglo-néerlandaise.
Après la reprise du fort par les Néerlandais en 1665, le fort est agrandi. En 1679, il contient 12 canons.

Le premier professeur d'université noir européen, Anton Wilhelm Amo (1703-1753), est enterré dans le cimetière du fort.

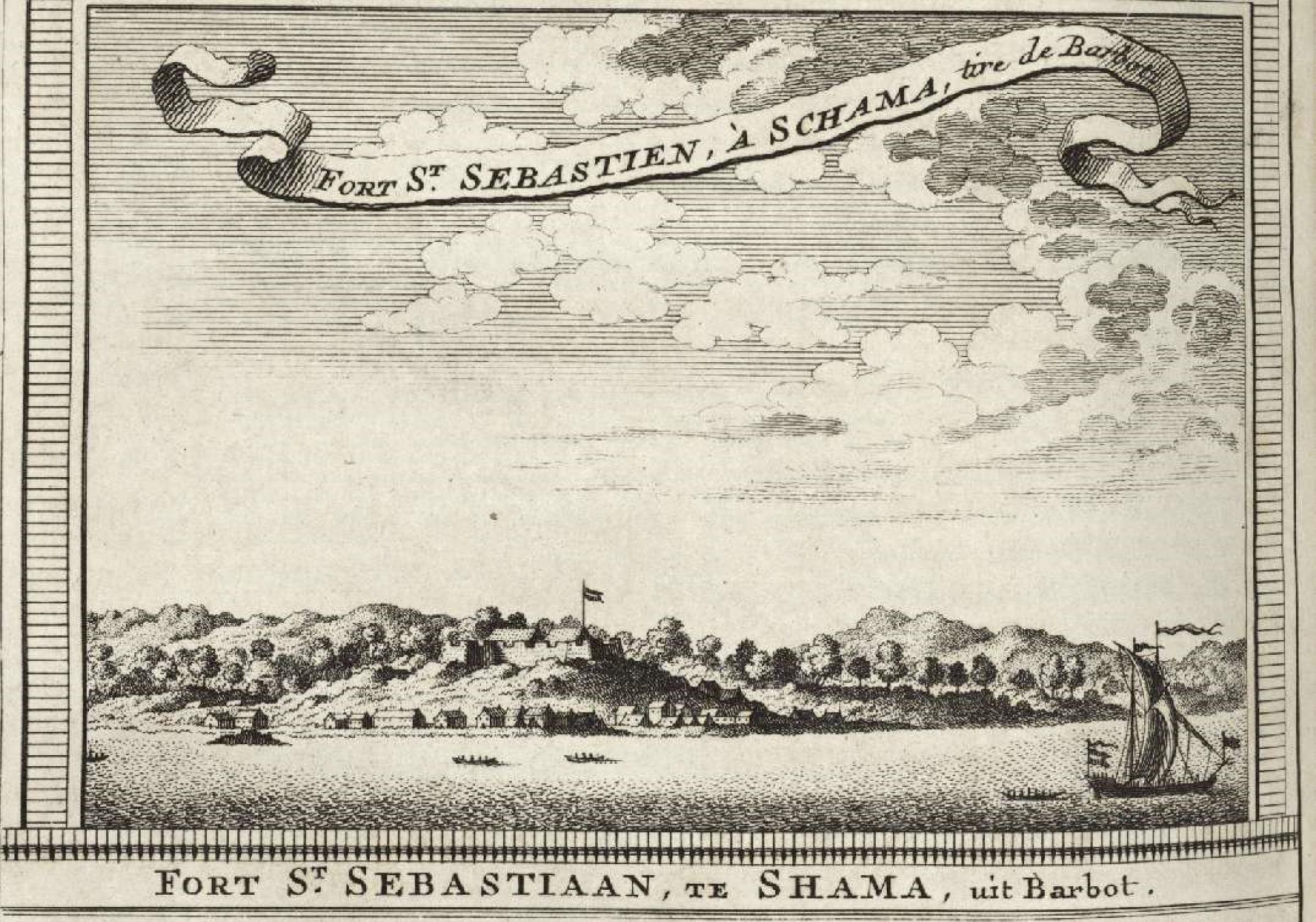
Le fort néerlandais en 1747.
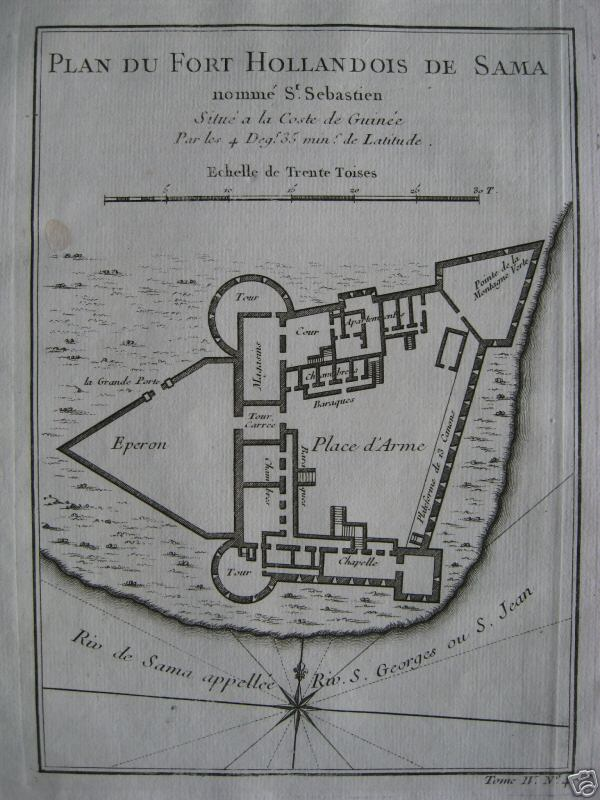
Le fort entre 1746 et 1759.
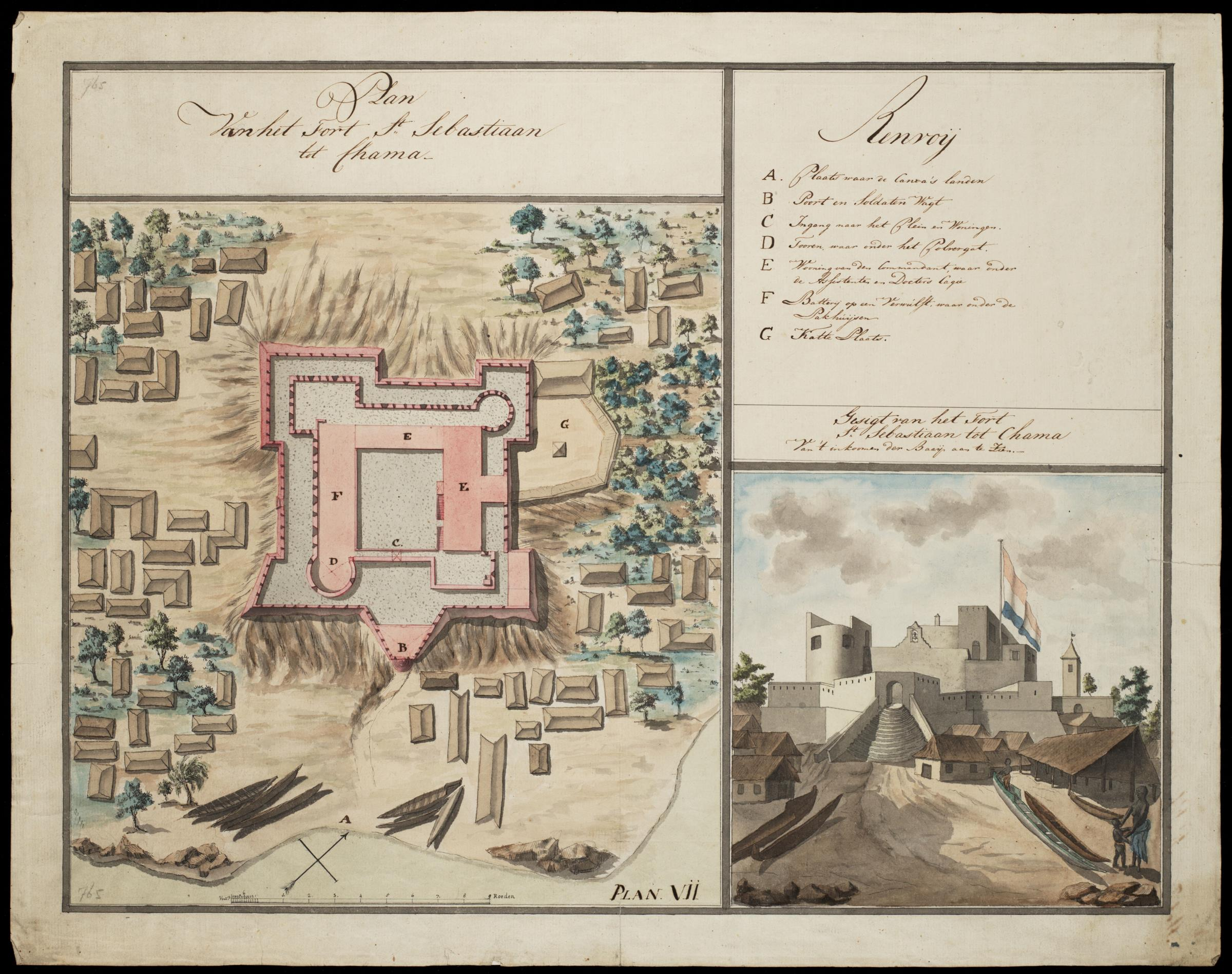
Plan du fort en 1786.

### Colonie britanniques (1872-1957)

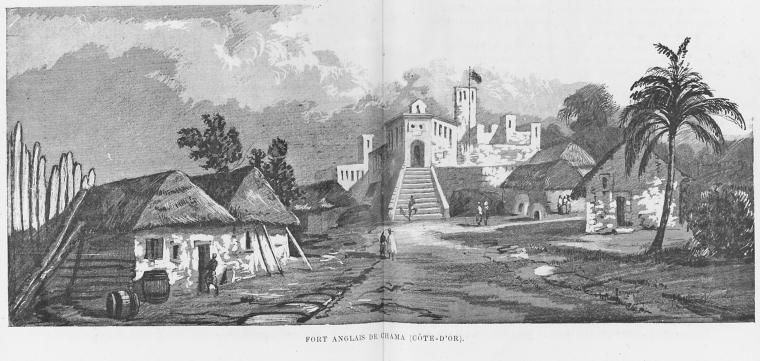
Le fort britannique en 1890.

Le fort est cédé avec toute la Côte-de-l'Or néerlandaise à la Grande-Bretagne en 1872.
À l'époque de la traite des esclaves africains, les captifs y sont emprisonnés en attendant d'être transportés vers l'Amérique du Nord. 

### Depuis l'indépendance du Ghana en 1957
Le fort a été réhabilité en 1957, l'année où le Ghana accède à son indépendance. 
En 1979, il est inscrit sur la liste du patrimoine mondial de l'Unesco, avec 27 autres forts de la côte ghanéenne, sous le nom de « Forts et châteaux de Volta, d'Accra et ses environs, et des régions centrale et ouest ». 
Aujourd'hui, il abrite un bureau de post et un tribunal civil. Il sert aussi de bureau à la Commission électorale. 

## Documentation 3D
Le projet Zamani documente le Fort Saõ Sebastião en 2013 à l'aide d'un balayage laser 3D (lidar). Les données générées par le groupe de recherche à but non lucratif, créent un dossier permanent qui peut être utilisé pour la recherche, l'éducation, la restauration, et la conservation,,.
Le modèle 3D, ainsi qu'une visite panoramique du Fort, sont disponibles sur le site de l'institution.

## Galerie

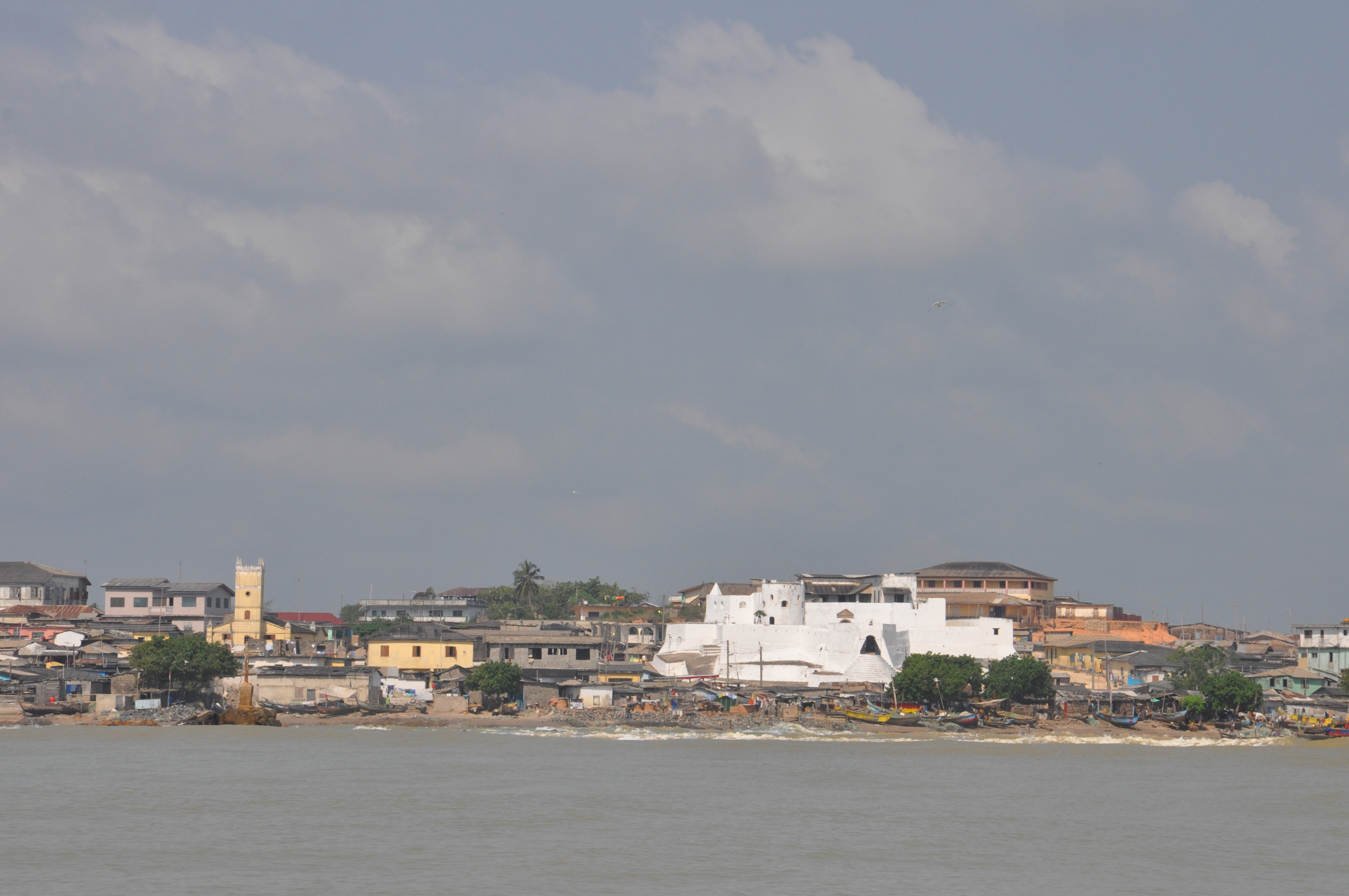
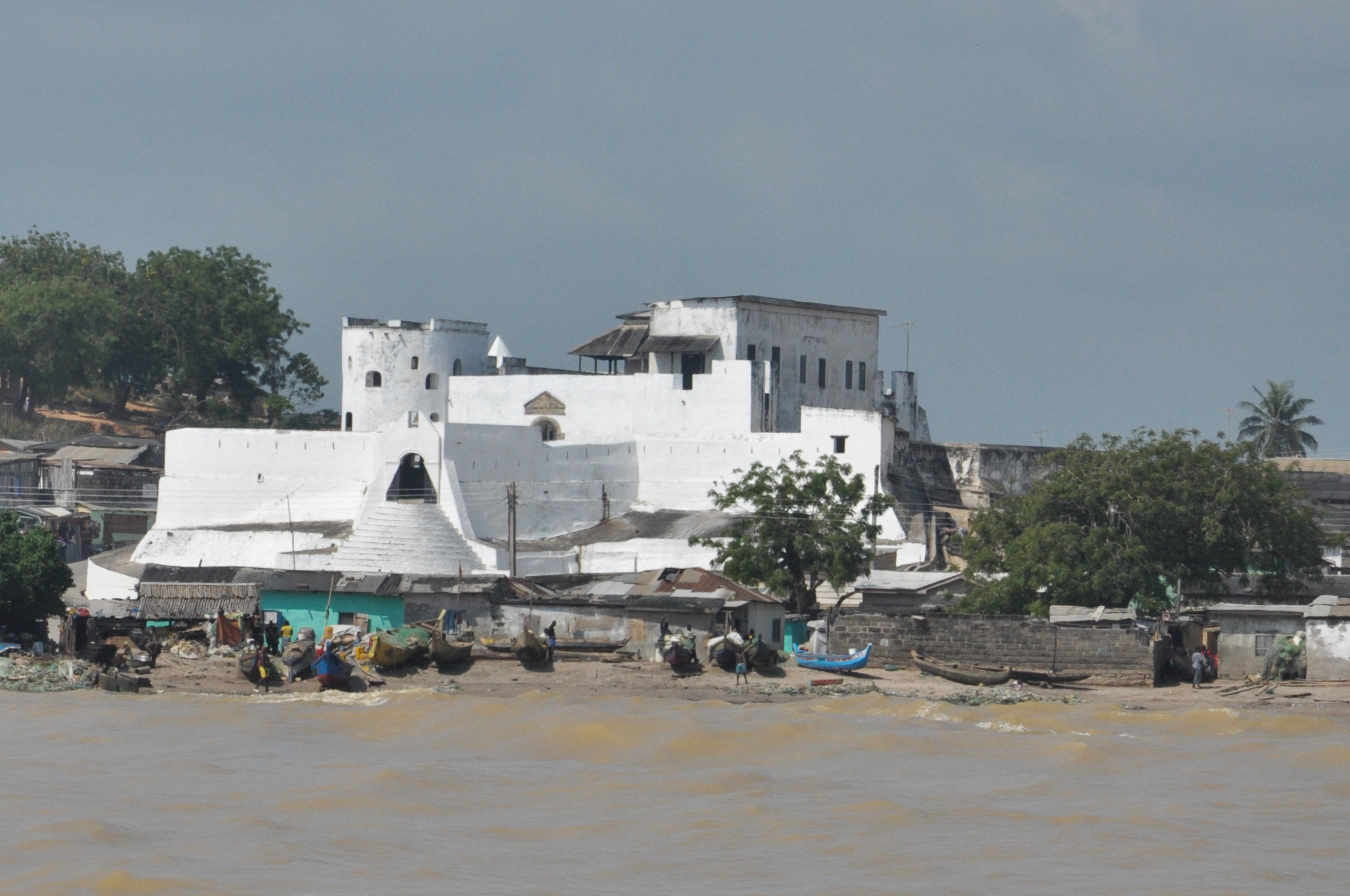
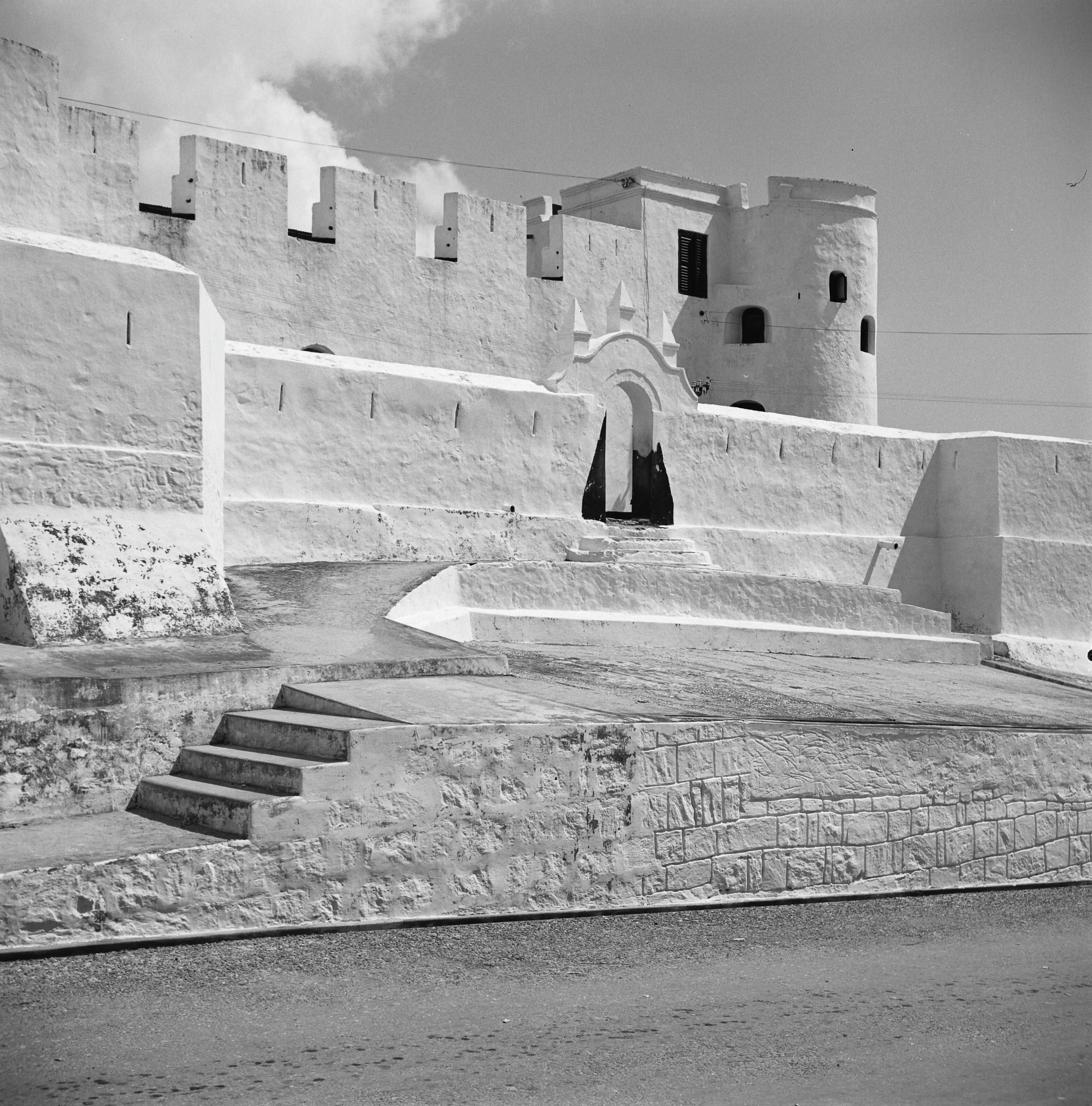
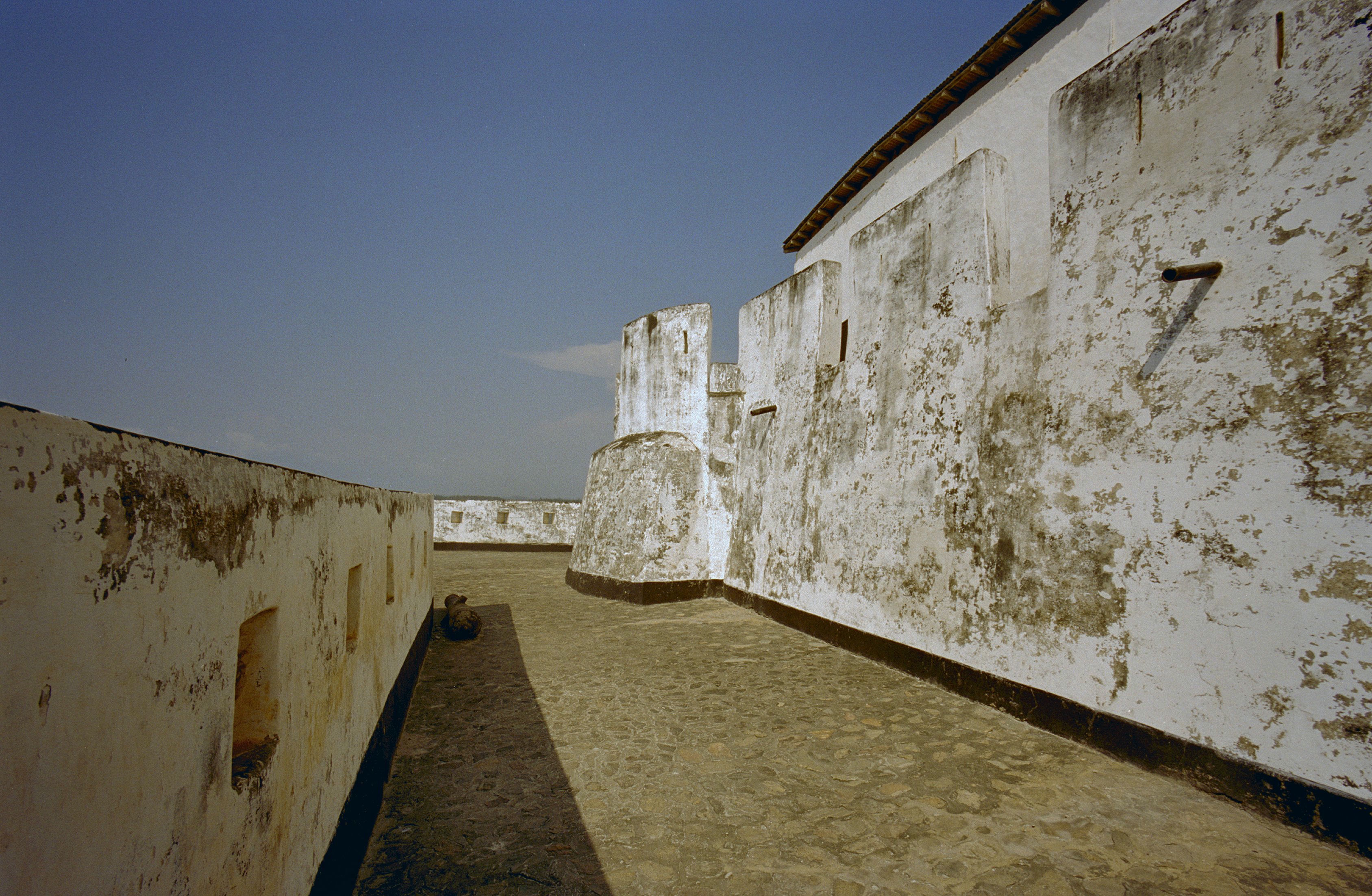
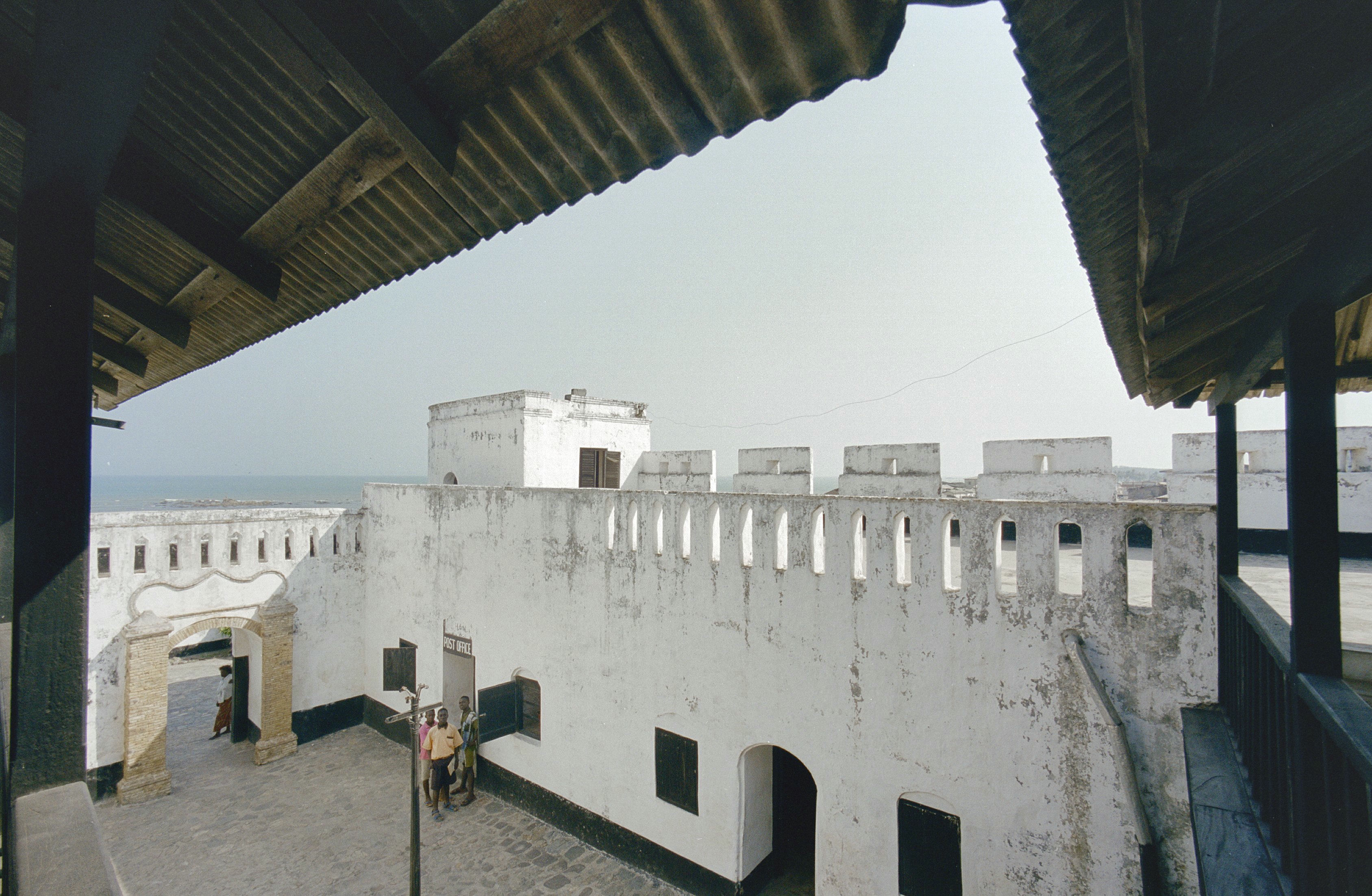
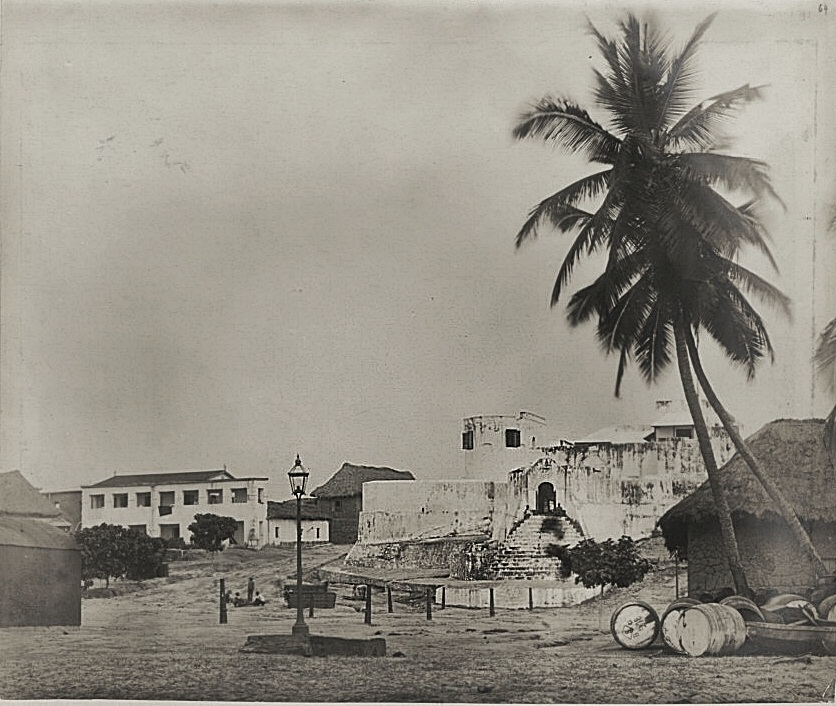